# Géza Mészöly
Géza Mészöly (Budapest, 25 febbraio 1967) è un ex calciatore ungherese, di ruolo difensore.
Anche suo padre Kálmán è stato un calciatore.

## Carriera

### Club
Ha giocato nella massima serie del campionato ungherese, sudcoreano, francese, cipriota e israeliano.

### Nazionale
Ha giocato 18 partite in Nazionale, dal 1988 al 1995.